# خواكيم جراف فون بلومنتال
خواكيم جراف فون بلومنتال (بالألمانية: Leonhard von Blumenthal)‏ هو ضابط ألماني، ولد في 20 يوليو 1810 في شفيدت في ألمانيا، وتوفي في 21 ديسمبر 1900 في Quellendorf ‏ في ألمانيا.

## وصلات خارجية
- خواكيم جراف فون بلومنتال على موقع الموسوعة البريطانية (الإنجليزية)